# Díocles de Magnèsia
Díocles (en grec antic: Διοκλῆς) fou un escriptor de l'antiga Grècia natural de Magnèsia del Sípil que va viure al segle ii aC.
Va ser autor de dues obres sobre biografies de filòsofs grecs: una, intitulada Compendi dels filòsofs (ἐπιδρομὴ τῶν φιλοσόφων, i altra, intitulada Vides dels filòsofs (περὶ βίων φιλοσόφων), que varen servir com a referent a Diògenes Laerci per la seva obra Vides i opinions de filòsofs eminents. Cap d'aquestes obres no s'ha conservat més que en alguns fragments.